# 马场镇 (安顺市)
马场镇，是中华人民共和国贵州省安顺市平坝区下辖的一个乡镇级行政单位。

## 行政区划
马场镇下辖以下地区：
马场社区、贵州新艺机械厂社区工作部、贵州黎阳航空物资公司社区、马场村、三台村、场边村、刘家村、烂坝村、凯洒村、马安村、松林村、洋塘村、平寨村、栗木村、新村、加禾村、川心村、马路村、普贡村、新院村、四村、枫林村、林卡村、平阳村、龙山村、佳林村、沙坝村、鱼雅村、新寨村、凯掌村和甘河村。

## 交通
- 沪昆铁路：馬場站